# Лазурі (Біхор)
Лазурі (рум. Lazuri) — село у повіті Біхор в Румунії. Входить до складу комуни Рошія.
Село розташоване на відстані 388 км на північний захід від Бухареста, 48 км на південний схід від Ораді, 90 км на захід від Клуж-Напоки, 146 км на північний схід від Тімішоари.

## Населення
За даними перепису населення 2002 року у селі проживали 447 осіб, усі — румуни. Усі жителі села рідною мовою назвали румунську.